# Prosimulium jezonicum
Prosimulium jezonicum är en tvåvingeart som först beskrevs av Matsumura 1931.  Prosimulium jezonicum ingår i släktet Prosimulium och familjen knott. Inga underarter finns listade i Catalogue of Life.